# Ángelo Araos
Ángelo Araos, né le 6 janvier 1997 à Antofagasta au Chili, est un footballeur international chilien. Il joue au poste de milieu de terrain avec l'Atlético Goianiense.

## Biographie

### Deportes Antofagasta
Natif de Antofagasta au Chili, Ángelo Araos est formé dans le club de sa ville natale, le Deportes Antofagasta. C'est avec ce club qu'il débute en professionnel. Il joue son premier match le 17 octobre 2015, face au CD Universidad Católica. Ce jour-là, il entre en jeu en cours de partie et son équipe s'impose par deux buts à un.

### Universidad de Chile
Le 4 janvier 2018, Ángelo Araos s'engage avec l'Universidad de Chile, l'un des clubs les plus importants du pays. Le 4 février de la même année, il joue son premier match pour son nouveau club, lors d'une défaite de son équipe en championnat contre l'Unión Española (1-2). Un mois plus tard, le 5 mars, il inscrit son premier but et c'est face à son ancienne équipe, le Deportes Antofagasta. Ce jour-là, il est titulaire et son équipe remporte le match (2-0). 

### Corinthians  et Ponte Preta
Le 30 juillet 2018, Ángelo Araos signe en faveur du club brésilien du SC Corinthians, pour un prêt d'un an avec une option d'achat obligatoire. Il débute sous ses nouvelles couleurs le 5 août 2018, lors d'eu match nul face à l'Atlético Paranaense, en championnat (0-0).
Le 4 octobre 2019 il est prêté à Ponte Preta.

### Club Necaxa
Le 2 décembre 2021 est annoncé le transfert d'Ángelo Araos au Club Necaxa, au Mexique, à compter du 1er janvier 2022.
Araos joue son premier match pour Necaxa le 8 janvier 2022, lors d'une rencontre de championnat face au FC Juárez. Il est titularisé et son équipe s'incline par deux buts à un. Il marque son premier but le 24 janvier suivant, lors d'une rencontre de championnat face au Club Santos Laguna. Titulaire, il inscrit le but égalisateur et son équipe l'emporte finalement par quatre buts à un.

### Atlético Goianiense
En février 2023, Ángelo Araos fait son retour au Brésil en s'engageant avec l'Atlético Goianiense sous la forme d'un prêt d'une saison avec option d'achat.
Alors qu'il commence à s'imposer comme un titulaire dans son nouveau club, il se blesse sérieusement en mars 2023. Victime d'une rupture des ligaments croisés, il est absent pour de longs mois et ne rejoue pas de l'année.

### En sélection nationale
Avec les moins de 20 ans, il participe au championnat sud-américain des moins de 20 ans en 2017. Lors de cette compétition, il ne joue qu'un seul match, face à la Colombie, où il joue 20 minutes.
Par la suite, avec les moins de 23 ans, il inscrit un but lors d'un match amical face au Japon en juin 2019, match au cours duquel le Chili s'incline sur le lourd score de 6-1.
Le 31 mai 2018, il figure pour la première fois sur le banc des remplaçants de l'équipe nationale A, sans entrer en jeu, à l'occasion d'un match amical face à la Roumanie (défaite 3-2). Ángelo Araos honore finalement sa première sélection avec l'équipe nationale du Chili le 8 juin 2018, lors d'un match amical face à la Pologne. Il entre en jeu en fin de partie, et les deux équipes se quittent sur un match nul (2-2).